# Eilert Adelsteen Normann
Eilert Adelsteen Normann (født 1. maj 1848 i den tidligere Bodin kommune, nu Bodø ; død 26. december 1918 i Christiania, nu Oslo) var en norsk maler med en nordnorsk profil. Han var den første fra det nordlige Norge, der etablerede sig som maler. Han malede landskaber, især fra kysten i Nordland, på trods af at han i sit voksne arbejdsliv boede i Tyskland. Derfor blev han beskrevet som 'sendüsseldorfer' – jf. Düsseldorf-skolen – på et tidspunkt, hvor andre norske malere begyndte at søge til Paris. Hans billeder af fjorde i Norge er krediteret for at gøre norske fjorde til et mere populært turistmål. 
Normann huskes også som kunstneren, der inviterede Edvard Munch til Berlin, hvor hans maleri Skriget blev udstillet første gang efteråret 1893 under titlen Fortvilelse.
| - Fjordpartier af Adelsteen Normann - Fjordlandskab med båd - Sognefjorden - Sejlads på fjorden - Fiskevejr i Nordnorge (1880) - Dampskib - Fjordlandskab med robåd - Munken gård i Esefjorden - Trollfjorden i Lofoten og Vesterålen - Norsk fjordlandskab - Solnedgang over fjorden - Midnat i Norge |